# Meriwether Lewis
Meriwether Lewis, född 18 augusti 1774 i Ivy, Virginia, död 11 oktober 1809 på en taverna i Hickman County, Tennessee, var en amerikansk militär, frimurare och upptäcktsresande. Lewis är bäst känd för sitt ledarskap för Lewis och Clarks expedition 1804-1806 tillsammans med William Clark, vars syfte var att kartlägga det 1803 av Frankrike inköpta Louisianaterritoriet. 

## Ungdom och militär karriär
Lewis far William Lewis var en rik plantageägare och släkten var väl etablerad i det högsta samhällsskiktet. En kusin till Meriwether Lewis var gift med George Washingtons syster. Lewis förnamn kom från modern Lucy f. Meriwether. Lewis valde tidigt den militära banan och gjorde en snabb karriär. Han utnämndes till fänrik i USA:s armé 1795, befordrades till löjtnant 1799 och kapten 1800.

## Eхpeditionen
När Thomas Jefferson blev USA:s president 1801 utnämnde han Lewis till sin privatsekreterare med huvuduppdraget att utreda förutsättningarna för en expedition genom Louisianaterritoriet till Stilla havet, ett långsiktigt projekt som Jefferson diskuterat med Lewis redan 1792. Lewis inledde samtidigt intensivstudier i kartografi, astronomi och naturvetenskap för att vara så väl rustad som möjligt för uppdraget. Efter den i stort sett mycket framgångsrika expeditionen belönades Lewis med en farm som omfattade 600 hektar och 1807 utnämndes han till guvernör över Louisianaterritoriet.

## Död
Lewis hittades skjuten till döds den 11 oktober 1809 på värdshuset Grinder's Stand längsmed den ökända leden Natchez Trace. Lewis sköts med två kulor, i bröst och huvud, vilket sannolikt tyder på att han blev mördad. Man har i efterhand funnit DNA-spår från två olika personer (båda män) i blodspillet som fanns på det Frimurar-förkläde som Lewis bar vid mordnatten. Mycket pekar på att Lewis resekompanjon, James Neely, var den som uträttade mordet på order från General James Wilkinson och Aaron Burr för att dölja att deras plan om att störta den tidigare sittande presidenten Thomas Jefferson kom tillkänna.  